# Donja Brda (Foča, BiH)
Donja Brda su naseljeno mjesto u općini Foča, Republika Srpska, BiH. Popisano je kao samostalno naselje na popisu 1961., a na kasnijim popisima ne pojavljuje se, jer je 1962. pripojeno Pauncima (Sl.list NRBiH, br.47/62) i s Ječmištima spojeno u naselje Gornja Brda koja su pripojena Susješnom (Sl.list NRBiH, br.47/62), a Gornja Brda su pripajanjem upravno ukinuta.

## Stanovništvo
| Narod     | Popis 1961. |
| --------- | ----------- |
| Hrvati    |             |
| Muslimani |             |
| Srbi      | 79          |
| ostali    |             |
| Ukupno    | 79          |

## Vanjske poveznice
- Dnevni avaz  Arhivirana inačica izvorne stranice od 12. srpnja 2017. (Wayback Machine) FOČA Električari se probijaju do zametenih sela (foto: Situacija najteža na području Gornjih Brda), Objavljeno: 08. ožujka 2015., Autor: Srna